# 夕焼けエッセー
夕焼けエッセー（ゆうやけえっせー）は、産経新聞の夕刊（関西圏）に連載中の1面エッセイである。すべて読者からの投稿作品で、2002年（平成14年）4月1日に初めて掲載され、以後、継続して掲載されている。
内容は、600字程度で読者が自由自在に暮らしの悲喜こもごもを綴る。新聞の顔と言える1面（表紙）に掲載する方針は大きな反響を呼び、スタート時点までに寄せられた作品だけで196点にのぼる人気となった。
その応募作品から川柳作家の時実新子、作家の玉岡かおる、SF作家の眉村卓、産経新聞の文化部の部長が毎月「最優秀賞」と毎年「大賞」を選定し、発表する。
玉岡が「生活の中から生まれる本当のドラマ。だからどんなニュースにも負けない」と説明するように、他の読者からの関心も高く、18年たった現在も連日10通近い投稿がある。

## 書籍
- 『夕焼けエッセー 街角の600字』（時実新子・玉岡かおる共撰、産経新聞ニュースサービス、2003年）
- 『夕焼けエッセー 2』（時実新子・玉岡かおる共撰、産経新聞ニュースサービス、2004年）
- 『夕焼けエッセーまとめて5年分』（時実新子・玉岡かおる・眉村卓共選、産経新聞出版、2009年）
- 『夕焼けエッセー2017 おかげさまで15年』（玉岡かおる・眉村卓共選、産経新聞出版、2016年）